# Monster Squad
The Monster Squad este un film de groază, fantastic, de comedie și de acțiune din 1987. Este regizat de Fred Dekker după un scenariu de Shane Black și Dekker.

## Distribuție
- Andre Gower - Sean Crenshaw
- Robby Kiger - Patrick Rhodes
- Stephen Macht - Detective Del Crenshaw
- Duncan Regehr - Contele Dracula
- Tom Noonan - Monstrul lui Frankenstein
- Brent Chalem - Horace / "Fat Kid"
- Ryan Lambert - Rudy
- Ashley Bank - Phoebe Crenshaw
- Michael Faustino (brother of David) - Eugene
- Jonathan Gries - Desperate Man / The Wolfman
- Mary Ellen Trainor - Emily Crenshaw
- Leonardo Cimino - Scary German Guy
- Stan Shaw - Detective Rich Sapir
- Lisa Fuller - Lisa Rhodes (sora lui Patrick)
- Carl Thibault - omul-lup
- Tom Woodruff Jr. - Gill-man
- Michael MacKay - Mumia
- Jack Gwillim - Abraham Van Helsing
- Gabriel Dean - Wiley "the Worm"
- Jason Hervey - E.J.
- David Proval - Pilot
- Daryl Anderson - Co-Pilot
- Jake (câine) - Pete